# ノイミーステーション
『ノイミーステーション』は、2021年3月31日（3月30日深夜）より朝日放送ラジオ（ABCラジオ）で放送されているバラエティ番組である。このページでは派生テレビ番組『ノイミーステーションTV』についても取り扱う。

## 番組概要
指原莉乃プロデュースのアイドルグループ・≠MEのメンバーが唯一全員出演するラジオ番組。週替わり交代でメンバー3人が出演し、週替わりのコーナーに体当たりでチャレンジしていく。
番組のMCは北村真平アナウンサーの友人という設定の駅長が担当している。
過去の放送はradikoのタイムフリー機能で放送後、1週間聴取できるほか、全てのアーカイブがYouTubeに公開されている。YouTubeのアーカイブでは放送時に入りきらなかった内容やアーカイブ限定のおまけコーナーの他、映像付きで公開されている回も一部ある。
番組のハッシュタグ・略称は「#ノイステ」、リスナーの名称はノイパセ。
2024年10月改編により『みっくすっ。』の木曜未明（水曜深夜）枠に編入され、1時間番組かつ原則生放送となる。

## 放送時間
- 2021年3月31日（30日深夜） - 2024年9月25日（24日深夜）: 毎週水曜未明 0:30 - 1:00（火曜深夜）
- 2024年10月3日（2日深夜） - : 毎週木曜未明 1:00 - 2:00（水曜深夜）『水曜みっくすっ。』として。

## 主な番組コーナー
ふつおた
≠MEへのメッセージを紹介する。
ラジオCM収録
放送回：#02、#16、#33、#47、#58、#65、#71、#87、#107、#112
CDやイベント等のラジオCMをメンバーが考え、収録を行う。収録したCMは実際に番組放送内等で放送される。
朗読ラジオドラマ
放送回：#09、#20、#34、#54、#59、#74、#78、#89、#105
≠MEの楽曲の歌詞をラジオドラマ風に朗読するコーナー。
＃59はアニメ「おジャ魔女どれみドッカ～ン!」のED曲「わたしのつばさ」をゲストの千葉千恵巳と、#78はドラマ「もしも、この気持ちを恋と呼ぶなら…。」放送直前SPの為、W主題歌の=LOVEの「好きって、言えなかった」をゲストの野口衣織と共に朗読。
ツンにデレしちゃいなよ選手権
放送回：#24、#28（#29のYouTube版で延長戦も公開）、#63、#73、#97
リスナーからの“ツン台詞”にメンバーが“デレ台詞”を即興で返答する名物コーナー。
ノイステ応援団
放送回：#36、#43、#95、#102
ノイパセにエールを送るコーナー。
ノイステIPPONグランプリ
放送回：#45、#69、#113
大喜利コーナー。IPPON判定は駅長の独断。

このほか、週替わりの企画にチャレンジしている。

## 公開収録
ラジオの公開収録は毎年夏頃に開催されている。
- ABCラジオ『ノイミーステーション』公開収録＆Live～≠ME大阪初上陸スペシャル～（2021年7月25日、サンケイホールブリーゼ）- 放送回：#19・20。
- ABCラジオ『ノイミーステーション』公開収録＆Live～≠MEが大阪に全員集合スペシャル～（2022年8月11日、サンケイホールブリーゼ）- 放送回：#73・74。冨田菜々風は新型コロナウイルス感染の為、欠席[6]。また、永田詩央里は休養前最後のライブイベントとなった[7]。公開収録限定特別企画として、メンバーが番組内で作成したコールボイスを募集した[8]。
- ABCラジオ『ノイミーステーション』公開収録＆ミニLIVE～≠ME よっしゃ大阪行くぞー！2023～（2023年7月8日、サンケイホールブリーゼ）- 放送回：#120・121。川中子奈月心は大事を取って休演[9]。公開収録では初の声出し解禁で行われた[10]。昼公演はエビシー、夜公演は「ひろがるスカイ！プリキュア」のキュアスカイが公開収録限定コーナーのSPゲストとして登場した[10][11]。
- ABCラジオ『ノイミーステーション』公開収録＆ミニLIVE～≠ME 大阪で君と待ち合わせSP～（2024年7月7日、SkyシアターMBS） - 放送回：#172・#173。
- ノイミーステーションTV ノイステ文化祭（2024年11月30日、大和大学 大和アリーナ）- 放送日：2024年12月21日。メンバーによるバンド・チアの生披露や河口夏音の絵画作品の展示等が行われた。

## 番組ノベルティ
- 番組オリジナルICステッカー（通称：ノイカ）
- 千社札ステッカー（≠MEメンバー、駅長、エビシーの全14種）[12]
- ノイステクリアカード＆ステッカーシート[13]

現在は番組でメッセージが採用されると、番組3年目記念で制作されたステッカーシートとクリアカードが貰える。また、公式Twitterでは放送後よりスポンサーのクオレ株式会社の商品と出演メンバーのサイン入りクリアファイルをプレゼントしている。

## スポンサー
- クオレ - 2022年8月3日[16]～現在。

## 派生番組

### WEB番組
- ノイミーステーション 特別急行（2023年1月 - 3月配信（全12回）、GYAO![17]）
  - MC：森本晋太郎（トンツカタン）

※GYAO!のサービス終了に伴い、2023年7月10日までの期間限定でYouTubeにて第6回以外がアーカイブ配信されていた。
- ノイミーステーション～改札前～（2024年10月2日 - 、OPENREC.tv） - ノイミーステーションO.A.前の生配信。出演はメンバーのみ。

### テレビ番組
- ノイミーステーションTV・ノイミニ（ノイミーステーションTVミニ）（朝日放送テレビ（ABCテレビ））
  - 2023年8月6日に特別番組が放送。10月からは月1回レギュラー化。ノイミニは毎週木曜深夜（金曜未明）に放送されるミニ番組。
  - MC：森本晋太郎（トンツカタン）

※≠MEの初単独の地上波テレビ冠特番。
2023年8月6日の放送の際、エンディングにて同年10月より月1回のレギュラー放送化が発表された。

## 雑誌連載
- ノイステコラム（2023年4月12日 - 2024年4月11日、TVガイドWeb） - 収録直後のメンバーが感想などを語るアフタートーク連載[20]。